# Oleh Babajew

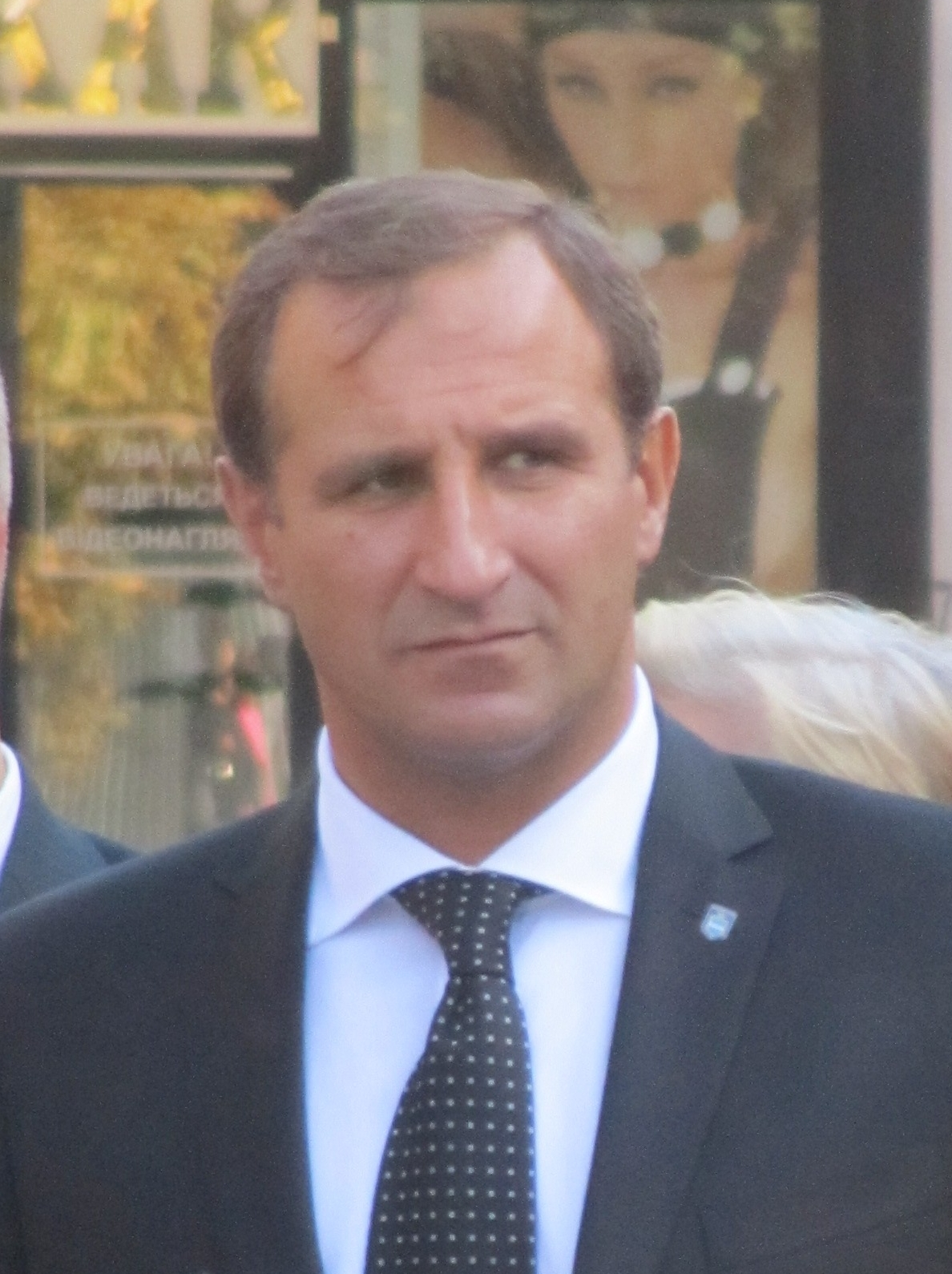
Oleg Babajew (2011)

Oleh Mejdanowytsch Babajew (ukrainisch Олег Мейданович Бабаєв; * 21. Oktober 1965 in Kursk, Sowjetunion; † 26. Juli 2014 in Krementschuk) war ein ukrainischer Politiker.

## Leben
Babajew war für die Allukrainische Vereinigung „Vaterland“ Abgeordneter in der Werchowna Rada.
Nachdem er 2010 zum Bürgermeister von Krementschuk gewählt worden war, trat er aus der Allukrainischen Vereinigung „Vaterland“ aus. Das Amt des Bürgermeisters bekleidete er bis zu seinem Tod. Am 26. Juli 2014 wurde Babajew von Unbekannten in der Nähe seines Hauses erschossen.
Neben seiner politischen Tätigkeit war Babajew Präsident zweier Fußballklubs.